# Crocidura yaldeni
Crocidura yaldeni — вид ссавців родини Soricidae. Це ендемік Ефіопії. Його довжина від голови до крупа становить 84–99,5 мм, хвіст 60–73 мм, лапи 18,5–22,2 мм і вуха 10–11 мм. Вид був названий на честь доктора Дерека В. Ялдена за великий внесок у знання про дрібних ссавців Ефіопії.